# São João del Rei (tiểu vùng)
São João del Rei là một tiểu vùng thuộc bang Minas Gerais, Brasil. Tiều vùng này có diện tích 5772 km², dân số năm 2007 là 171111 người.